# Strepterothrips floridanus
Strepterothrips floridanus är en insektsart som först beskrevs av Ian A. Hood 1938.  Strepterothrips floridanus ingår i släktet Strepterothrips och familjen rörtripsar. Inga underarter finns listade i Catalogue of Life.